# Can Vert
Can Vert és una obra de Santa Pau (Garrotxa) inclosa a l'Inventari del Patrimoni Arquitectònic de Catalunya.

## Descripció
Can Vert és un gran casal situat al número 8-9 del barri de cases noves. De planta rectangular, consta de baixos i de dos pisos. Darrerament ha sofert una gran ampliació, molt acusada a la façana de migdia; la façana principal ha estat restaurada conservant l'estil primitiu. Va ser bastida amb carreus, essent molt ben escairats els de les obertures i angles de la casa. Actualment Can Vert està dividida en dues parts que serveixen d'habitatge a dues famílies.

## Història
La vila de Santa Pau deu la gran empenta constructiva als seus barons. A finals de l'època feudal (segles XIV-XV) es va bastir tot el reducte fortificat: muralles, castell, plaça porticada o firal dels bous... Poc després es va bastir la Vila Nova, fora muralles, al volt de la Plaça de Baix; cal destacar els grans casals de Can Cortada i Can Daniel. Al segle xviii es construïren les cases del Carrer del Pont i les del carrer de Sant Roc; és el moment de la construcció del barri de Cases Noves. El segle passat s'hi edificaren les del carrer Major.